# 51-я армия (СССР)

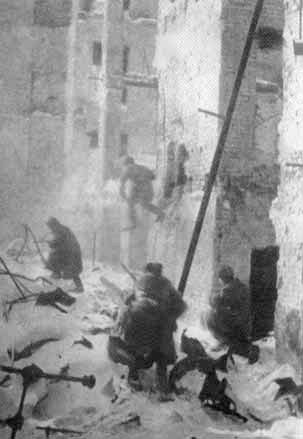
Уличные бои в Сталинграде.

51-я армия, 51-я отдельная армия — оперативное общевойсковое объединение (армия, отдельная армия) РККА и СА Вооружённых Сил Союза ССР, во время Великой Отечественной войны и после неё.
Объединение входило в состав Действующей армии в следующие периоды:
- с 14 августа 1941 года по 20 мая 1944 года;
- с 1 июля 1944 года по 9 мая 1945 года.

## Наименование (период)
- 51-я отдельная армия (с 14.08.1941 г. по 22.10.1941 г.);
- 51-я армия (с 22.10.1941 г. по 19.11.1941 г.);
- 51-я отдельная армия (с 19.11.1941 г. по 22.11.1941 г.);
- 51-я армия (с 22.11.1941 г. по 09.05.1945 г.);
- 51-я общевойсковая армия (с 1977 года по 1992 год).

## История армии (1-е формирование)
51-я отдельная армия сформирована на базе 9-го отдельного стрелкового корпуса 14 августа 1941 года с непосредственным подчинением Ставке ВГК (на правах фронта, отсюда и прилагательное — отдельная), с оперативным подчинением ей Черноморского флота ВМФ СССР. С боевой задачей недопущение вторжения войск противника в Крым по суше через Перекопский перешеек и Сиваш и воспрепятствование высадке морских и воздушных десантов противника.
Командующим армией был назначен генерал-полковник Ф. И. Кузнецов, его заместителем — генерал-лейтенант П. И. Батов. Командиром 9-го отдельного стрелкового корпуса назначен генерал-майор И. Ф. Дашичев, военным комиссаром корпуса — полковой комиссар А. И. Болдырев, начальником штаба корпуса — полковник Н. П. Баримов. В состав корпуса вошли 106-я (командир полковник А. Н. Первушин, комиссар полковой комиссар И. И. Баранов), 156-я (командир генерал-майор П. В. Черняев, комиссар полковой комиссар Р. С. Бубличенко) и 271-я стрелковые дивизии (командир полковник М. А. Титов, комиссар старший батальонный комиссар П. Г. Гнилуша).
Военный совет 51-й отдельный армии потребовал от командиров дивизий к исходу дня 21 августа 1941 года обеспечить готовность обороны перешейков.

### Участие в битвах и сражениях
- Крымская оборонительная операция — с 12 сентября 1941 года по 30 октября 1941 года
- Оборона Севастополя — с 30 октября 1941 года по 9 июля 1942 года
- Керченско-Феодосийская десантная операция — с 26 декабря 1941 года по 20 мая 1942 года
- Сталинградская битва
- Миусская операция
- Донбасская операция
- Мелитопольская операция
- Крымская наступательная операция
- Шяуляйская наступательная операция
- Рижская наступательная операция
- Мемельская наступательная операция
- Курляндская наступательная операция

### Боевой путь
В августе — октябре 1941 года формирование обороняло Крымский полуостров. После упорной обороны Перекопа 24-27 сентября на Перекопском валу немцы взломали оборону частей 156-й сд. Не удалась и советская контратака на Армянск. Однако и противник понеся потери отсрочил наступление почти на месяц. После прорыва 18-23 октября 11-й армией Э. фон Манштейна Ишуньских позиций потрёпанные части Приморской армии стали отходить на Севастополь, а 51-й армии на Керчь, однако прочную оборону на Ак-Монайских позициях они занять не смогли и были сбиты 46-я пехотной дивизией и румынскими частями, откатываясь к Керчи. В ноябре объединение через Керченский пролив было эвакуировано на Кубань и включено в Закавказский (с 30 декабря — Кавказский) фронт. При этом 40-я кд и 42-я кд отходили с Приморской армией на Севастополь. Генерал Н. К. Рыжи вспоминал: «Некоторым частям, прибывшим в числе первых, досталось крепко…Две кавдивизии [40-я и 42-я], вместе взятые, имели лишь полторы тысячи бойцов». 48-я кд после боя под Алуштой 4-5 ноября была разгромлена, её кавалеристы, включая генерал-майора Д. И. Аверкина перешли к крымским партизанам. Из состава 184-й стрелковой дивизии 24 ноября 1941 года вышло  на Севастополь 959 человек, в основном пограничников.
Формирование участвовало в Керченско-Феодосийской десантной операции 1941—1942 годов. В январе 1942 года включена в состав новообразованного Крымского фронта. В мае 1942 года в боях на Керченском полуострове понесла тяжёлые потери. Остатки армии эвакуированы на Кубань, и включены в состав Северо—Кавказского фронта.
В июне 1942 года 51-я армия была перегруппирована на реку Дон. В составе Сталинградского (с 1 по 5 августа), Юго-Восточного (с 6 августа по 27 сентября) и вновь Сталинградского фронта; участвовала в оборонительном этапе Сталинградской битве. С переходом советских войск в контрнаступление (операция «Уран») армия совместно с войсками 57-й армии Сталинградского фронта с 20 по 22 ноября 1942 года разгромили части 6-го армейского корпуса 4-й румынской армии, обеспечив ввод в прорыв подвижных корпусов фронта, которые уже к исходу дня 23 ноября замкнули ударом с юга кольцо окружения вокруг 6-й немецкой армии под Сталинградом. Особо части 51-й армии отличились в ходе Котельниковской операции, отражая удар армейской группы «Гот» группы армий «Дон» Эриха фон Манштейна с целью прорыва блокады окружённой 6-й немецкой армии Фридриха Паулюса в районе Сталинграда. Имея 34 000 человек, 354 орудия и миномёта и 105 танков, 51-я армия попала под удар группировки в 76 000 человек, 510 орудий и миномётов, свыше 500 танков и штурмовых орудий. В тяжелейших боях с 12 по 24 декабря части армии сдерживали натиск противника, не допустили прорыва фронта, вели сражение на каждом удобном рубеже и в завершающей битве на реке Мышковой окончательно остановили дивизии Манштейна.
С января 1943 года в составе Южного (с 20 октября 1943 года — переименован в 4-й Украинский) фронта — в Ростовской, Миусской, Донбасской, Мелитопольской и Крымской наступательных операциях.
В мае — июне 1944 года перегруппирована на западное направление. В составе 1-го Прибалтийского фронта участвовала в операциях по освобождению Латвии и Литвы. После 9 мая 1945 года принимала капитуляцию группировки немецко-фашистских войск на Курляндском полуострове.
В мае 1945 года объединение дислоцировалось в Литовской ССР. В связи с демобилизацией в июне 1945 года, 51-я армия покинула Прибалтику и переместилась на Урал. Управление армии в июле 1945 года было обращено на сформирование управления Уральского военного округа. 63-й стрелковый корпус (управление ск, 77-я, 279-я и 417-я стрелковые дивизии) вошёл в состав Уральского военного округа. 10-й стрелковый корпус (управление ск, 87-я, 91-я и 347-я стрелковые дивизии) вошёл в состав Казанского военного округа и 1-й гвардейский стрелковый корпус (управление гв.ск, 53-я гвардейская, 204-я и 267-я стрелковые дивизии) вошёл в состав Московского военного округа.

## История армии (2-е формирование)
51-я общевойсковая армия была вновь развёрнута на восточных рубежах Союза ССР (КДВО), в 1977 году, для обеспечения обороны Сахалина и Курильских островов. Управление армии — г. Южно-Сахалинск.
Армия создавалась на основе 2-го армейского корпуса (79 мсд, 56 мсд — в 1964 году переименована в 33 мсд). В 1978 году в состав армии вошла 18-я пулемётно-артиллерийская дивизия, все части которой находились на Курильских островах. Это была уникальная армия, полностью размещённая на островах, далеко разнесённых друг от друга, и её войска по существу представляли собой цепь укреплённых районов, готовых обороняться длительное время в автономных условиях. В 1992 году армия была сокращена и преобразована в 68-й армейский корпус.

## Газета армии
В армии издавалась газета «Сын Отечества» (1941—1945).

## Боевой состав

### 1941 год
На 14.08.1941:
- 9-й стрелковый корпус:
  - 106-я стрелковая дивизия,
  - 156-я стрелковая дивизия,
  - 271-я стрелковая дивизия.
- Другие соединения и части.

На 20.08.1941:
- 9-й стрелковый корпус:[10]
  - 106-я стрелковая дивизия
  - 156-я стрелковая дивизия
  - 271-я стрелковая дивизия
  - 276-я стрелковая дивизия
- 3-я Крымская мотострелковая дивизия.[11]
- 184-я стрелковая дивизия[11]
- 320-я стрелковая дивизия[11]
- 321-я стрелковая дивизия[11]
- 40-я кавалерийская дивизия[11]
- 42-я кавалерийская дивизия[11]
- 48-я кавалерийская дивизия[11]
- Другие соединения и части[11]

На …
- 9-й стрелковый корпус:
  - 106-я, 156-я, 279-я стрелковые дивизии,
- 172-я, 184-я, 271-я, 320-я и 321-я стрелковые дивизии
- 40-я, 42-я и 48-я кавалерийские дивизии
- 115-я Кабардино-Балкарская кавалерийская дивизия
- 1-я, 2-я, 3-я и 4-я крымские дивизии сформированные из местных призывников и ополченцев.
- В оперативном подчинении отдельной армии находился Черноморский флот.

### 1945 год
На 1 мая 1945 года — в составе Ленинградского фронта;
Стрелковые войска:
- 1-й гвардейский стрелковый корпус
  - 53-я гвардейская стрелковая дивизия
  - 204-я стрелковая дивизия
  - 267-я стрелковая дивизия
- 10-й стрелковый корпус
  - 91-я стрелковая дивизия
  - 279-я стрелковая дивизия
  - 347-я стрелковая дивизия
- 63-й стрелковый корпус (2-го формирования)
  - 77-я стрелковая дивизия
  - 87-я стрелковая дивизия
  - 417-я стрелковая дивизия

Артиллерия:
- 66-я лёгкая артиллерийская бригада 21-й артиллерийской дивизии прорыва
- 151-я пушечная артиллерийская бригада
- 827-й гаубичный артиллерийский полк
- 764-й истребительно-противотанковый артиллерийский полк
- 99-й гвардейский миномётный полк реактивной артиллерии
- 17-я зенитная артиллерийская дивизия
  - 1267-й зенитный артиллерийский полк
  - 1276-й зенитный артиллерийский полк
  - 1279-й зенитный артиллерийский полк
  - 2014-й зенитный артиллерийский полк
- 77-й гвардейский зенитный артиллерийский полк

Бронетанковые и механизированные войска:
- 39-я гвардейская танковая бригада
- 27-й гвардейский тяжёлый танковый полк
- 1056-й самоходно-артиллерийский полк
- 1489-й самоходно-артиллерийский полк
- 1492-й самоходно-артиллерийский полк

Инженерные войска:
- 17-я инженерно-сапёрная бригада[12]

Войска связи:
- 116-й отдельный Сивашский Краснознамённый полк связи[13][14][15]

### 1988 год
- Управление командующего, штаб, 787-я отдельная рота охраны и обеспечения (г. Южно-Сахалинск);
- 33-я мотострелковая Краснознамённая дивизия (штаб — г. Южно-Сахалинск):
- 79-я мотострелковая Сахалинская дивизия (штаб — с. Леонидово);
- 18-я пулемётно-артиллерийская дивизия (с. Горячие Ключи).
- 75-я ракетная бригада;
- 166-й полк связи (г. Южно-Сахалинск);
- 326-й инженерно-сапёрный полк (г. Южно-Сахалинск);
- 31-я зенитная ракетная бригада (г. Южно-Сахалинск);
- 264-я артиллерийская бригада (с. Соловьёвка);
- 45-я бригада материального обеспечения (г. Корсаков);
- 957-й противотанковый артиллерийский полк (с. Соловьёвка);
- реактивный артиллерийский полк (с. Соловьёвка);
- разведывательный артиллерийский полк (с. Соловьёвка);
- 98-й радиотехнический полк ОсНаз (Троицкое);
- 1101-й отдельный мотострелковый полк (п. Сокол; Долинск);
- отдельный радиотехнический батальон ПВО (г. Южно-Сахалинск);
- 98-й отдельный батальон химической защиты (г. Южно-Сахалинск);
- 553-й отдельный радиорелейно-кабельный батальон (г. Южно-Сахалинск);
- 505-й узел ФПС (г. Южно-Сахалинск);
- 6509-я ремонтно-восстановительная база (г. Южно-Сахалинск);
- 887-я отдельная рота спецназа (п. Хомутово);
- 7-й отдельный радиотехнический батальон ОсНаз (г. Корсаков);
- 213-я отдельная вертолётная эскадрилья (Буревестник; Курильские острова);
- 45-я отдельная смешанная авиационная эскадрилья (п. Анива)
- 877-я отдельная рота спецназа ГРУ (Хомутово)[16][17];

## В составе
| Дата                 | Входила в состав                            | Примечания                                           |
| -------------------- | ------------------------------------------- | ---------------------------------------------------- |
| 20 августа 1941 года | Ставка ВГК (на правах фронта)               | Оборона Крыма и Севастополя                          |
| 22 ноября 1941 года  | Закавказский фронт                          | эвакуация                                            |
| 30 декабря 1941 года | Кавказский фронт                            | переименование фронта высадка десанта в районе Керчи |
| 28 января 1942 года  | Крымский фронт                              |                                                      |
| 20 мая 1942 года     | Северо-Кавказский фронт                     | эвакуация                                            |
| 25 июля 1942 года    | Южный фронт (1-го формирования)             |                                                      |
| 29 июля 1942 года    | Северо-Кавказский фронт                     |                                                      |
| 1 августа 1942 года  | Сталинградский фронт                        |                                                      |
| 1 сентября 1942 года | Юго-Восточный фронт                         |                                                      |
| 1 октября 1942 года  | Сталинградский фронт                        |                                                      |
| 1 ноября 1942 года   | Сталинградский фронт                        |                                                      |
| 1 декабря 1942 года  | Сталинградский фронт                        |                                                      |
| 1 января 1943 года   | Южный фронт                                 |                                                      |
| 1 ноября 1943 года   | 4-й Украинский фронт                        |                                                      |
| 20 мая 1944 года     | Резерв Ставки Верховного Главнокомандования |                                                      |
| 1 июля 1944 года     | 1-й Прибалтийский фронт                     |                                                      |
| 1 февраля 1945 года  | 2-й Прибалтийский фронт                     |                                                      |
| 9 мая 1945 года      | 2-й Прибалтийский фронт                     |                                                      |

## Командующие
| Дата                                                   | Имя               | Чин                                           | Примечания |
| ------------------------------------------------------ | ----------------- | --------------------------------------------- | ---------- |
| август — ноябрь 1941 года                              | Ф. И. Кузнецов    | генерал-полковник                             |            |
| ноябрь — декабрь 1941 года                             | П. И. Батов       | генерал-лейтенант                             |            |
| декабрь 1941 года — май 1942 года                      | В. Н. Львов       | генерал-лейтенант                             |            |
| май — июнь 1942 года                                   | Н. Я. Кириченко   | генерал-майор                                 |            |
| июнь — июль и сентябрь 1942 года                       | А. М. Кузнецов    | полковник                                     |            |
| июль 1942 года и октябрь 1942 года — февраль 1943 года | Н. И. Труфанов    | генерал-майор                                 |            |
| 23—27 июля 1942 года                                   | Я. Т. Черевиченко | генерал-полковник                             |            |
| июль — сентябрь и до 7 октября 1942 года               | Т. К. Коломиец    | генерал-майор                                 |            |
| февраль — июль 1943 года                               | Г. Ф. Захаров     | генерал-лейтенант                             |            |
| август 1943 года — август 1945 года                    | Я. Г. Крейзер     | генерал-лейтенант                             |            |
| март 1977 — декабрь 1981 года                          | В. А. Патрикеев   | генерал-майор, с 14.02.1980 генерал-лейтенант |            |
| декабрь 1981 — январь 1982 года                        | Ю. А. Кузнецов    | генерал-майор                                 |            |
| сентябрь 1984 — январь 1987 года                       | В. И. Новожилов   | генерал-майор                                 |            |
| январь 1987 — март 1989 года                           | Ю. Д. Букреев     | генерал-майор, с 15.02.1988 генерал-лейтенант |            |
| март 1989 — сентябрь 1991 года                         | Е. В. Высоцкий    | генерал-майор, с 29.06.1990 генерал-лейтенант |            |
| сентябрь 1991 — октябрь 1992 года                      | В. В. Жеребцов    | генерал-майор, с 8.07.1992 генерал-лейтенант  |            |

|  |  |  |  |  |

### Начальники штаба
- Иванов, Михаил Михайлович
- Шишенин, Гавриил Данилович
- Савинов, Иван Степанович
- Котов, Григорий Петрович
- Кузнецов, Алексей Михайлович
- Васильев, Константин Павлович
- Дашевский, Яков Сергеевич
- Хрунёв, Михаил Прокопьевич

### Члены Военного Совета
- Малышев, Николай Васильевич (август — декабрь 1941)
- Николаев, Андрей Семёнович
- Самута, Пётр Антонович
- Халезов, Александр Егорович
- Уранов, Владимир Иванович
- Петров, Николай Алексеевич

### Командующие БТ и МВ
- Максимов, Иван Александрович полковник (1945)[18]

## Люди, связанные с армией (управление)
- Собянин, Евгений Константинович (1896—1963) — советский военачальник, генерал-майор. С августа 1943 года по июнь 1944 года исполнял должность заместителя начальника штаба армии по ВПУ.
- Щербаков, Александр Николаевич (1905—1980) — советский военачальник, генерал-майор. С января 1944 года по июнь 1945 года исполнял должность заместителя начальника политотдела армии.
- Юдин, Павел Алексеевич (1900—1956) — заместитель командующего 51-й армии по танковым войскам в 1942—1943 гг.

## Память

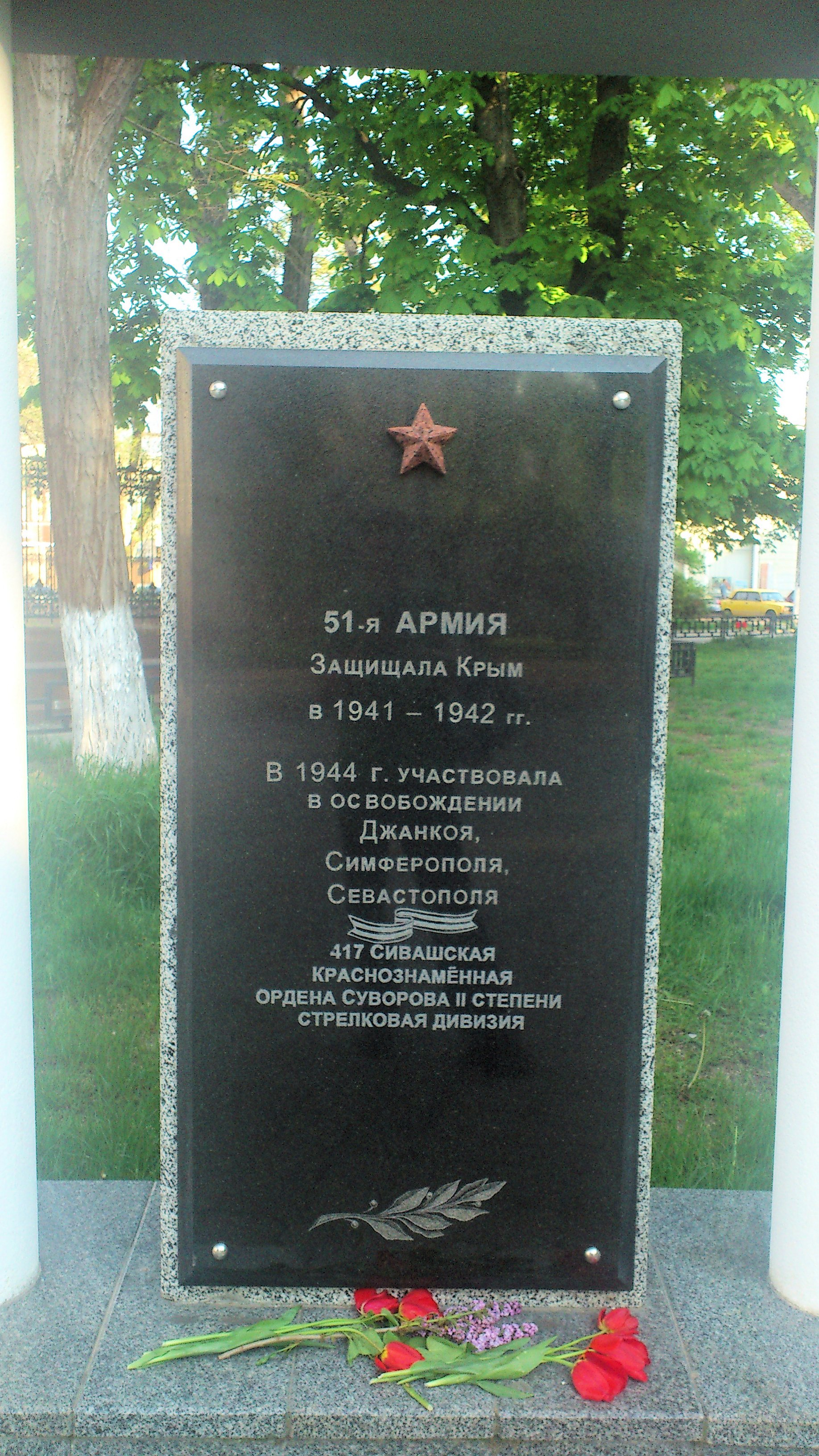
На мемориальной плите у танка-памятника освободителям Симферополя в сквере Победы в Симферополе

- В честь 51-й армии названа улица в городах Симферополе, Евпатория, городе-герое Керчь и Торецк
- музей имени 51-й армии открыт в селе Клепинино Красногвардейского района Крыма
- В лицее № 1158 г. Москвы имеется музей памяти «51-й армии»
- Школа в селе Клепинино Красногвардейского района Крыма названа в честь 51-й армии (единственная школа в Советском Союзе, награждённая знаменем).